# روس ديفيس (مهندس)
روس ديفيس (بالإنجليزية: Ross Davis)‏ هو مهندس أمريكي، ولد في 3 يونيو 1950.